# Hydrelia disparata
Hydrelia disparata là một loài bướm đêm trong họ Geometridae.